# Baqerabad
Baqerabad (em persa: باقراباد, também romanizada como Bāqerābād) é uma aldeia do distrito rural de Surmaq, no condado de Abadeh, na província de Fars, Irã.
Segundo o censo de 2006, sua população era de 57 habitantes, em 19 famílias.